# Rödbukig taggsvansekorre
Rödbukig taggsvansekorre (Anomalurus beecrofti) är en däggdjursart som beskrevs av Fraser 1853. Anomalurus beecrofti ingår i släktet egentliga taggsvansekorrar och familjen taggsvansekorrar. IUCN kategoriserar arten globalt som livskraftig.

## Underarter
Catalogue of Life listar 5 underarter:
- Anomalurus beecrofti beecrofti Fraser, 1853
- Anomalurus beecrofti argenteus Schwann, 1904
- Anomalurus beecrofti citrinus Thomas, 1916
- Anomalurus beecrofti hervoi Dekeyser and Villiers, 1951
- Anomalurus beecrofti schoutedeni Verheyen, 1968

## Beskrivning
Arten har en mjuk, tjock, delvis lockig, vanligen övervägande skiffergrå päls som är spräcklig i mörkare nyanser. Populationer med orangegul päls förekommer aven, speciellt i Gabon. Även buksidan har en variabel färg: Den är ofta antingen vitaktig eller skiffergrå med nyanser i orange; även mera rent gulorange päls förekommer. Högst uppe på hjässan finns en vit fläck, även nackgropen är ljus, och strupen är gråaktig. Vid öronens bas, eller längre fram i pannan finns ännu en ljus fläck. Svansen, som är smalare än hos andra arter i samma släkte, är svart, glest hårbeväxt och med 16 till 18 fjäll på undersidan, nära basen. Nosen är spetsig, ögonen är stora, och morrhåren långa och tydliga. Öronen är däremot små. Mellan fram- och bakben och mellan bakben och svans har den en flygmembran som den använder för glidflygning. Kroppslängden varierar från 25 till 31 cm, svanslängden från 19 till 23 cm, och vikten från 600 till 700 g.

## Ekologi
Habitaten utgörs främst av sumpiga skogar med riklig förekomst av palmer, även om arten även förekommer i tropiska regnskogar och mera torra skogar. Arten är främst skymnings- och nattaktiv, och sover under dagen högt uppe i träden i ett bo konstruerat av grenar och löv. Den kan också söka skydd i håligheter eller i mellanrummen mellan palmlöv. Den använder sina flygmembraner för att glidflyga ner till lägre nivåer för att leta föda. Arten undviker marknivån eftersom flyghuden gör det svårt för den att gå smidigt annat än på trädgrenar.
Rödbukig taggsvansekorre äter frukter, främst av dadelpalmen (Phoenix dactylifera), samt bark, blad och ibland även insekter.
Arten kan leva ensam eller i par. Det förekommer också att flera taggsvansekorrar delar på samma träd.

### Fortplantning
Inte mycket är känt om den rödbrukiga taggsvansekorrens parningsförhållanden. Lekperioden förefaller inträffa under regnperioden. Upp till två födslar kan ske per år, varje vanligen omfattande endast en unge, som är mer utvecklad än de flesta ekorrungar, försedd med päls samt seende och förmögen att förflytta sig vid eller strax efter födelsen. Båda föräldrarna deltar i omvårdnaden av ungen och kommer med söndertuggad mat till den.

## Utbredning
Denna gnagare förekommer i västra och centrala Afrika från Guinea till Uganda och Zambia samt med spridda fynd i Angola.